# Ram Nath Kovind
Ram Nath Kovind (født 1. oktober 1945) er en indisk politiker og landets 14. præsident (25. juli 2017–25 juli 2022). Han har tidligere været guvernør i delstaten Bihar. Han har siddet i Parlamentet for partiet Bharatiya Janata. Desuden har han fungeret som dommer i bl.a. Højesteret.